# Come My Fanatics...
Come My Fanatics... – drugi album studyjny doom metalowego zespołu Electric Wizard. Wydany został w 1997 roku. Ekstremalnie wolny, nisko nastrojony, z ciężkim basem i psychodeliczny (albo "kosmiczny"), często pojawia się w rankingach na "najcięższe" płyty lat 90'.
Come My Fanatics... został wzniowiony łącznie z pierwszym albumem, Electric Wizard w 1999 roku. Edycja po remasteringu została wydana na CD i LP w 2006 roku, razem z dwoma bonusowymi utworami.

## Lista utworów
1. "Return Trip" – 10:03
2. "Wizard in Black" – 8:14 (8:02 na 2CD)
3. "Doom-Mantia" – 8:49
4. "Ivixor B / Phase Inducer" – 8:48
5. "Son of Nothing" – 6:44 (6:32 na 2CD)
6. "Solarian 13" – 8:00

Dodatkowe piosenki na reedycji:
1. "Demon Lung" – 5:53
2. "Return to the Son of Nothingness" – 6:38

## Muzycy
- Jus Oborn - gitara, śpiew, efekty
- Tim Bagshaw - gitara basowa, efekty
- Mark Greening - perkusja
- Teksty - Jus Oborn
- Muzyka - Electric Wizard
- Okładka - Hugh Gilmour

## Historia wydawnictwa
| Rok  | Wytwórnia        | Format | Kraj | Wyprzedany? | Uwagi |
| ---- | ---------------- | ------ | ---- | ----------- | --- |
| 1997 | Rise Above       | CD     | U.K. | Tak         | oryginalne wydanie CD                                                                                                |
| 1997 | The Music Cartel | CD     | U.S. | Tak         | |
| 1999 | Rise Above       | 2CD    | U.K. | Tak         | razem z Electric Wizard; usunięte clipy dźwiękowe                                                                    |
| 2006 | Rise Above       | DigiCD | U.K. | Nie         | wersja remasterowana; dodatkowe 2 utwory                                                                             |
| 2006 | Candlelight      | DigiCD | U.S. | Nie         | wersja remasterowana; dodatkowe 2 utwory                                                                             |
| 2006 | Rise Above       | 2LP+7" | U.K. | Tak         | wersja remasterowana; dodatkowe 2 utwory na 7" limitowane 1500 kopii (500 czarnych, 500 fioletowych, 500 czerwonych) |